# Andrei Anatoljewitsch Senkow
Andrei Anatoljewitsch Senkow (russisch Андрей Анатольевич Зенков; * 10. November 1961 in der damaligen Sowjetunion) ist ein früherer sowjetischer Biathlet.
Andrei Senkow begann seine Karriere als Langläufer in der Kinder- und Jugendsportschule in Apatity, DJuSSch (ДЮСШ треста «Апатитсрой») in Apatity, sein Trainer dort war N. Schablinski. Er gewann bei den Junioren im Skilanglauf die Sowjetische Vizemeisterschaft über 30 km und Bronze über 15 km, 1979 die Sowjetische Meisterschaft der bis 23-Jährigen. 1981 wandte er sich dem Biathlon zu. Schnell wurde er in die Nationalmannschaft aufgenommen und erzielte gute Erfolge. Bei den Juniorenweltmeisterschaften 1981 in Lahti wurde er Dritter. Er wurde ab der Saison 1984/85 im Biathlon-Weltcup eingesetzt und lief mehrfach in die Punkteränge. In der Gesamtwertung der Saison 1984/1985 wurde er mit 130 Punkten Fünfter nach zwei Siegen und einem dritten Platz. Höhepunkt seiner Karriere wurden die Biathlon-Weltmeisterschaften 1985 in Ruhpolding. Beim Sieg von Juri Kaschkarow im Einzel wurde er mit vier Schießfehlern 13., direkt hinter seinem Landsmann Sergei Bulygin. Im Sprint wurde er 22., in der Staffel in der Besetzung Kaschkarow, Algimantas Šalna, Senkow und Bulygin als Schlussläufer sicherte er sich den Weltmeistertitel. In der Weltcup-Saison 1986/87 gelang ihm beim Weltcup-Sprint in Ruhpolding ein Sieg.
Im Jahr 2002 gründete Senkow an seinem Wohnort Murmansk den Off-Road Automobilrennstall Murmansk  Extreme (МурманскЭкстрим) und fährt seither Off-Road-Rennen, 2005 gewann er die Arctic Trophy. Er wurde als Verdienter Meister des Sports ausgezeichnet.

## Biathlon-Weltcup-Platzierungen
| Platzierung                                                                        | Einzel | Sprint | Verfolgung | Massenstart | Staffel | Gesamt |
| ---------------------------------------------------------------------------------- | ------ | ------ | ---------- | ----------- | ------- | ------ |
| 1. Platz                                                                           | 1      |        |            |             | 1       | 2      |
| 2. Platz                                                                           |        |        |            |             |         |        |
| 3. Platz                                                                           |        |        |            |             |         |        |
| Top 10                                                                             |        | 3      |            |             | 1       | 4      |
| Punkteränge                                                                        | 5      | 4      |            |             | 1       | 10     |
| Starts                                                                             | 6      | 5      |            |             | 1       | 12     |
| Stand: Karriereende, Daten nicht komplett, mind. 1 Sieg und 1 dritter Platz fehlen |        |        |            |             |         |        |